# Barrage de Guanyinyan
Le barrage de Guanyinyan est un barrage situé sur la rivière Jinsha (nom donné au cours supérieur du fleuve Yangzi Jiang), dans le Yunnan en Chine . Il est associé à une centrale hydroélectrique de 3 000 MW.

## Caractéristiques
Le barrage de Guanyinyan est situé sur la partie moyenne du cours de la rivière Jinsha, à une altitude de 1 132 mètres, en aval du barrage de Ludila. 
Il s'agit d'un barrage-poids mixte : il comprend un segment de en béton, long de 817 mètres et haut de 159 mètres, occupant le fond de la vallée ; prolongé par un segment de en enrochement long de 341 mètres et haut de 71 mètres, construit sur la partie légèrement surélevée de la vallée. La longueur totale du barrage atteint 1 158 mètres, pour un volume de 9,36 millions de m3.
Le barrage de Guanyinyan a donné naissance à un lac de retenue d'un volume dépassant 2 km3. Le nombre de personnes déplacées est évalué à 8 810.  
La centrale hydroélectrique comporte cinq turbines Francis de 600 MW chacune, dont trois fournies par Alstom, pour une puissance installée totalisant 3 000 MW,. La production électrique annuelle est estimée à 13,62 TWh.

## Chronologie
La construction du barrage a débuté en 2008 et la rivière a été déviée en 2010. La première turbine est entrée en service le 20 décembre 2014, les trois suivantes en 2015 et la sixième en 2016, marquant la mise en service complète de l'ouvrage,.

## Cascade hydroélectrique du Jinsha moyen
Le barrage de Liyuan est le huitième barrage d'une cascade hydroélectrique sur le Jinsha moyen, qui en comportera huit au total : Longpan, Liangjiaren, Liyuan, Ahai, Jinanqiao, Longkaikou, Ludila et Guanyinyan. Sur cette section de 1 328 km entre Shigu et Panzhihua, le fleuve Yangzi Jiang chute de 1 570 mètres, offrant un potentiel hydroélectrique considérable,.